# De Camelis János József
De Camelis János József, De Kamelis János József, Camillo di Mari (Chios, Görögország, 1641. december 7. – Eperjes, 1706. augusztus 12.) görögkatolikus püspök, hittérítő, könyvtáros.

## Élete
A római görög kollégiumban végezte tanulmányait, majd 1666-ban pappá szentelték. Ezután Albániában teljesített misszionáriusi szolgálatot, majd 1682-ben a baziliták római prokurátora és a Vatikáni könyvtár tisztviselője. Kollonich Lipóttal érkezett Magyarországra. 1689-ben kinevezeték szebasztei címzetes püspökké és a magyarországi görögkatolikusok apostoli vikáriusává. I. Lipót nevezte ki 1690-ben munkácsi püspöknek, ezt a tisztséget 1704-ig töltötte be. Papjai számára 12 helyen tartott zsinatot, az ő közbenjárására adott a király kiváltságlevelet a görögkatolikus papoknak. II. Rákóczi Ferenccel ellentétbe került, emiatt Eperjesre menekült. Utódja 1716-tól Bizánczy György volt.

## Munkája
Katechisis dija naouki Oungroruskim liudem zlozennij. Nagyszombat, 1698. (Ezen eredetileg latinul irt kátét Kornicky János fordította rutén nyelvre.)